# Harold Scott MacDonald Coxeter
Harold Scott MacDonald Coxeter (Londres, 9 de fevereiro de 1907 — Toronto, 31 de março de 2003) foi um matemático canadense nascido na Inglaterra.
Seu campo de trabalho foi a geometria, tendo se dedicado, entre outros, ao estudo de polítopos regulares.
Foi palestrante do Congresso Internacional de Matemáticos em Amsterdam (1954), onde encontrou M. C. Escher.

## Obras
- Introduction to Geometry, Wiley, 1961, 2.ª ed. 1969
- Geometry revisited, Random House 1967
- The Beauty of Geometry: Twelve Essays, Dover 1968, 1999
- Kaleidoscopes – Selected writings of H.M.S.Coxeter, Wiley 1995 (Editor F. Arthur Sherk)
- Regular Polytopes, New York, Pitman 1948, 2. Auflage MacMillan 1963, 3.ª ed, Dover 1983
- Regular Complex Polytopes, 1963, Cambridge University Press 1974, 2.ª ed 1991
- Non-Euclidean Geometry, University of Toronto Press 1942, 1965, Reprint Mathematical Association of America (MAA) 1998
- Projective Geometry, Blaisdell 1964, 2.ª ed, University of Toronto Press 1974, Springer 1987
- The Real Projective Plane,, McGraw Hill 1949, 3.ª ed., Springer 1993
- The Fifty-Nine Icosahedra (com Patrick du Val, H. T. Flather, John Flinders Petrie), Toronto 1938, Springer 1982
- Mathematical Recreations and Essays, University of Toronto Press 1974
- Com W. O. J. Moser: Generators and relations for discrete groups, Springer, 1957, 4.ª ed 1980
- Editor: M. C. Escher – Proc.Int.Congress on M.C.Escher, Rome 1985, North Holland 1986